# Sergej Novikov (sciatore)
Sergej Vladimirovič Novikov (in russo Сергей Владимирович Новиков?; Dolinsk, 28 agosto 1980) è un ex fondista russo.

## Biografia
In Coppa del Mondo ha esordito il 9 gennaio 2000 a Mosca (45°), ha ottenuto il primo podio il 7 febbraio 2004 a La Clusaz (3°) e la prima vittoria il 4 febbraio 2007 a Davos.
In carriera ha preso parte a tre edizioni dei Giochi olimpici invernali, Salt Lake City 2002 (10° nella 15 km, 16° nella sprint, 16° nell'inseguimento, 6° nella staffetta), Torino 2006 (8° nella 15 km, 25° nella sprint, 6° nella staffetta) e Vancouver 2010 (46° nell'inseguimento), e a tre dei Campionati mondiali (4° nella staffetta a Val di Fiemme 2003 il miglior risultato).

## Palmarès

### Mondiali juniores
- 1 medaglia:
  - 1 oro (sprint a Štrbské Pleso 2000)

### Coppa del Mondo
- Miglior piazzamento in classifica generale: 39º nel 2006
- 3 podi (1 individuale, 2 a squadre[1]):
  - 1 vittoria (a squadre)
  - 2 terzi posti (1 individuale, 1 a squadre)

#### Coppa del Mondo - vittorie
| Data            | Località | Nazione  | Spec.                                                        |
| --------------- | -------- | -------- | ------------------------------------------------------------ |
| 4 febbraio 2007 | Davos    | Svizzera | 4x10 km (con Ivan Babikov, Il'ja Černousov e Sergej Širjaev) |